# 少年院法
少年院法（しょうねんいんほう、平成26年6月11日法律第58号）は、少年院の設置、管理および収容者の処遇、少年院における矯正教育の基本原則に関する日本の法律である。

## 沿革
- 1948年7月3日 - 旧少年院法が衆議院本会議で少年法案修正案とともに全会一致で可決。
- 1948年7月5日 - 旧少年院法が参議院本会議で少年法案修正案とともに全会一致で可決、成立。
- 1948年7月15日 - 旧少年院法公布（昭和23年7月15日法律第169号）。
- 1949年1月1日 - 旧少年院法施行（施行に伴い、矯正院法は廃止）。
- 2014年5月27日 - 新少年院法及び少年鑑別所法が衆議院本会議で可決[1][2]。
- 2014年6月4日 - 新少年院法及び少年鑑別所法が参議院本会議で可決、成立[1][2]。
- 2014年6月11日 - 新少年院法及び少年鑑別所法公布（平成26年6月11日法律第58号、第59号）[1][2]。
- 2015年6月1日 - 新少年院法及び少年鑑別所法施行[3]（施行に伴い、旧少年院法は廃止[4]）。

## 旧少年院法をめぐる問題点及び法改正の経緯
旧少年院法（昭和23年7月15日法律第169号）をめぐっては、制度を見直すための関連法案が法務省より提起され、閣議決定の後に2012年3月6日、第180回国会に提出された。ここでは制度見直しの経緯とその内容を含めて記述する。
広島県東広島市にある広島少年院で2009年4月、複数の法務教官によって在院者に対して腹部や顔面への暴行のほか、トイレに行かせずに失禁させたり、腕立て伏せを1000回するよう命じ、達成できなければ進級を遅らせるとして腕立て伏せを強制するなどといった虐待行為と思われる事案が115件あったことが判明した。この事件で虐待行為をしたとされる5人の法務教官が43件の特別公務員暴行陵虐罪で起訴され、一審の広島地裁では5人全員が有罪判決を受けた。1人は広島高裁に控訴したが、2011年6月30日棄却、弁護側は即日上告。
この事態を重く見た法務省は少年院法の改正作業に着手した。事件後、少年院への処遇に対する在院者による法務大臣への不服申し立て制度が導入されたものの、この制度は法律に基づく制度ではないという点から導入当初から疑問視する声があった。他方、受刑者についてはその処遇に対しての不服申し立て制度があり法律に明文化されている。そして、この事件を受けて2009年12月に設置された「少年矯正を考える有識者会議」（法務大臣の私的諮問機関）は2010年12月7日、当該制度を法律によって明文化することや第三者機関の創設のほか、少年院の閉鎖性を解消し、施設運営の透明化を図るよう求める提言を法務大臣に行った。
法務省は前述の提言を受けて、少年院制度や少年鑑別所制度の抜本的改正を行うための少年院法案、少年鑑別所法案などの関連法案をまとめた。少年鑑別所制度を規律した法体系は従来、少年院法の中に組み込まれていたが、少年鑑別所法案として分離させることになった。なお、少年鑑別所の法体系を分離する動きは、収容期間の延長などといった少年鑑別所制度の拡充を柱に、1964年にも検討されていたが、実現には至らなかった。
少年院法案は、従来の少年院法の精神を引き継ぎつつ、批判のあった少年院の閉鎖性を改善し、透明性を向上させるため、少年院の在院者による不服申し立て制度を法律に明記し、少年院視察委員会を新設し、少年院視察委員会に在院者との面接の権限を認めるなど、少年院への第三者の目を行き届きやすくするものとなった。この他にも、以前の初等少年院や中等少年院といった年齢による区分の枠組みを廃し、年齢にかかわらず、その少年の犯罪性向や心身の障害の有無などによって処遇する方式へ改めるという内容である。
一方、少年鑑別所法案は従来、少年院法に盛り込まれていた少年鑑別所の制度を独立して定めた法案で、この法案にも在所者の権利義務を明確にするとともに、在所者への処遇の要件や手続きなどを定め、新たに在所者の不服申し立て制度を導入するという内容である。